# Ernst Feuz
Ernst Feuz, född 7 september 1909, död i februari 1988 i Mürren i kantonen Bern, var en schweizisk backhoppare. Han var med i de olympiska vinterspelen i Sankt Moritz 1928 i backhoppning där han kom på åttonde plats.